# Saint-Dizier-la-Tour
Saint-Dizier-la-Tour är en kommun i departementet Creuse i regionen Nouvelle-Aquitaine i de centrala delarna av Frankrike. Kommunen ligger i kantonen Chénérailles som tillhör arrondissementet Aubusson. År 2022 hade Saint-Dizier-la-Tour 180 invånare.

## Befolkningsutveckling
Antalet invånare i kommunen Saint-Dizier-la-Tour
Referens:INSEE